# KsOd XIIb
Die Dampflokomotivreihe KsOd XIIb war eine Tenderlokomotivreihe der Kaschau-Oderberger Bahn (KsOd).
Die KsOd ließ von diesen kleinen Lokalbahnlokomotiven für die Arvatalbahn bei der MÁVAG zwei Exemplare bauen, denen sie die Betriebsnummern 511 und 512 gab.
Bei der Verstaatlichung der KsOd 1924 erhielten die Fahrzeuge die ČSD-Bezeichnung 310.701–702.
Sie wurden bis 1942 ausgemustert.